# Otto Krusten
Otto Krusten (parfois Krustein), aussi connu sous le pseudonyme de Raudnõges était un caricaturiste estonien né le 18 juin 1888 à Muraste, Gouvernement d'Estonie, Empire russe et mort le 23 février 1937 à Tallinn, République d'Estonie.

## Biographie

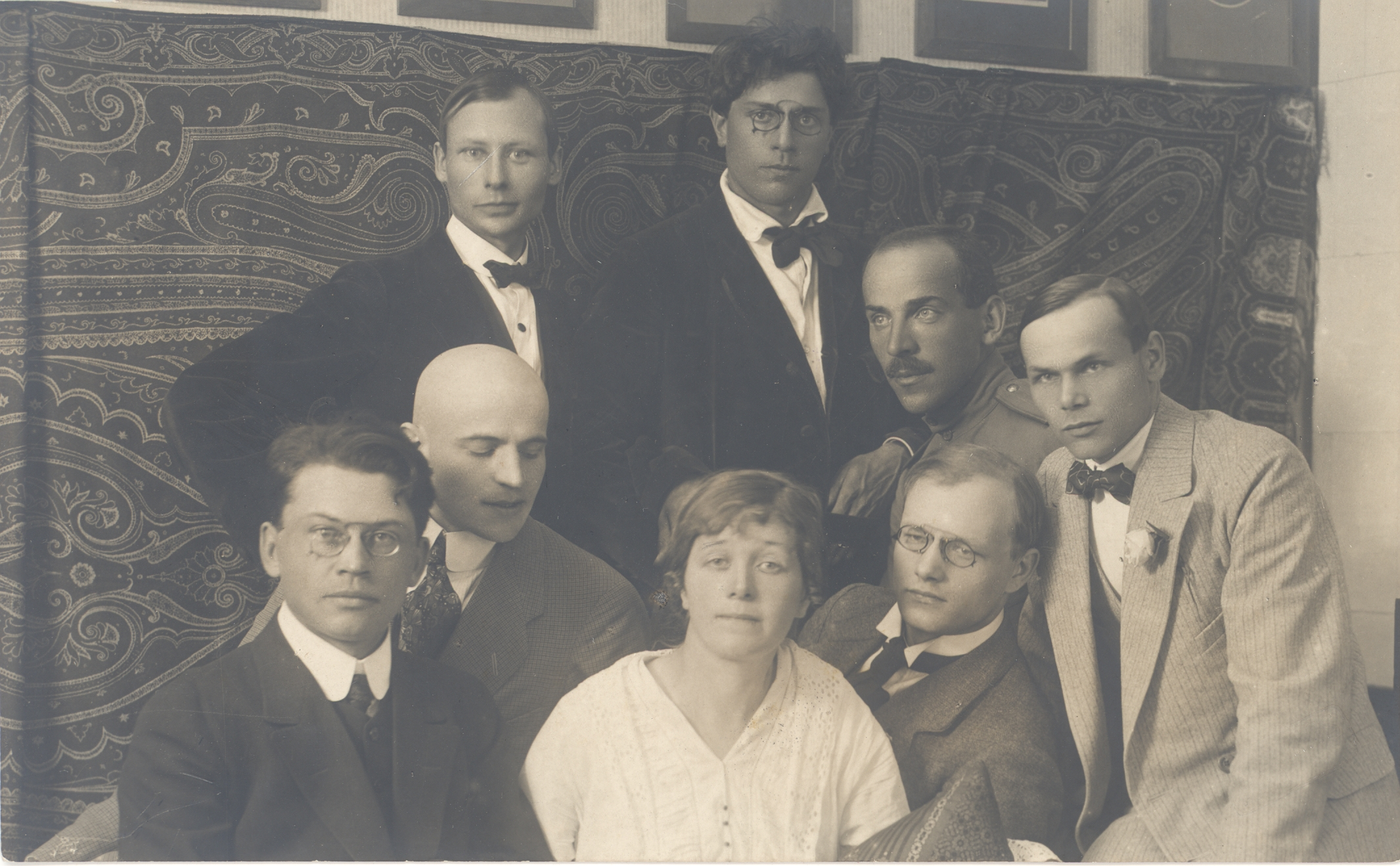
Otto Krusten et les membres de Siuru

Il fréquenta l'atelier de Ants Laikmaa (de) et assista à des conférences de société sur la promotion des arts à Saint-Pétersbourg
En 1917, il participa au mouvement Siuru avant de d'en éloigner, ce qui fit que ce mouvement resta littéraire. En 1919, il travailla au ministère de l'éducation, puis il fit partie, entre 1922 et 1927 du journal Postimees. Il rejoignit ensuite Päevaleht (1905) (en).
Les écrivains Pedro Krusten (de) et Eni Krusten sont ses frères.
Il a été fortement inspiré par Simplicissimus et Olaf Gulbransson

## Galerie

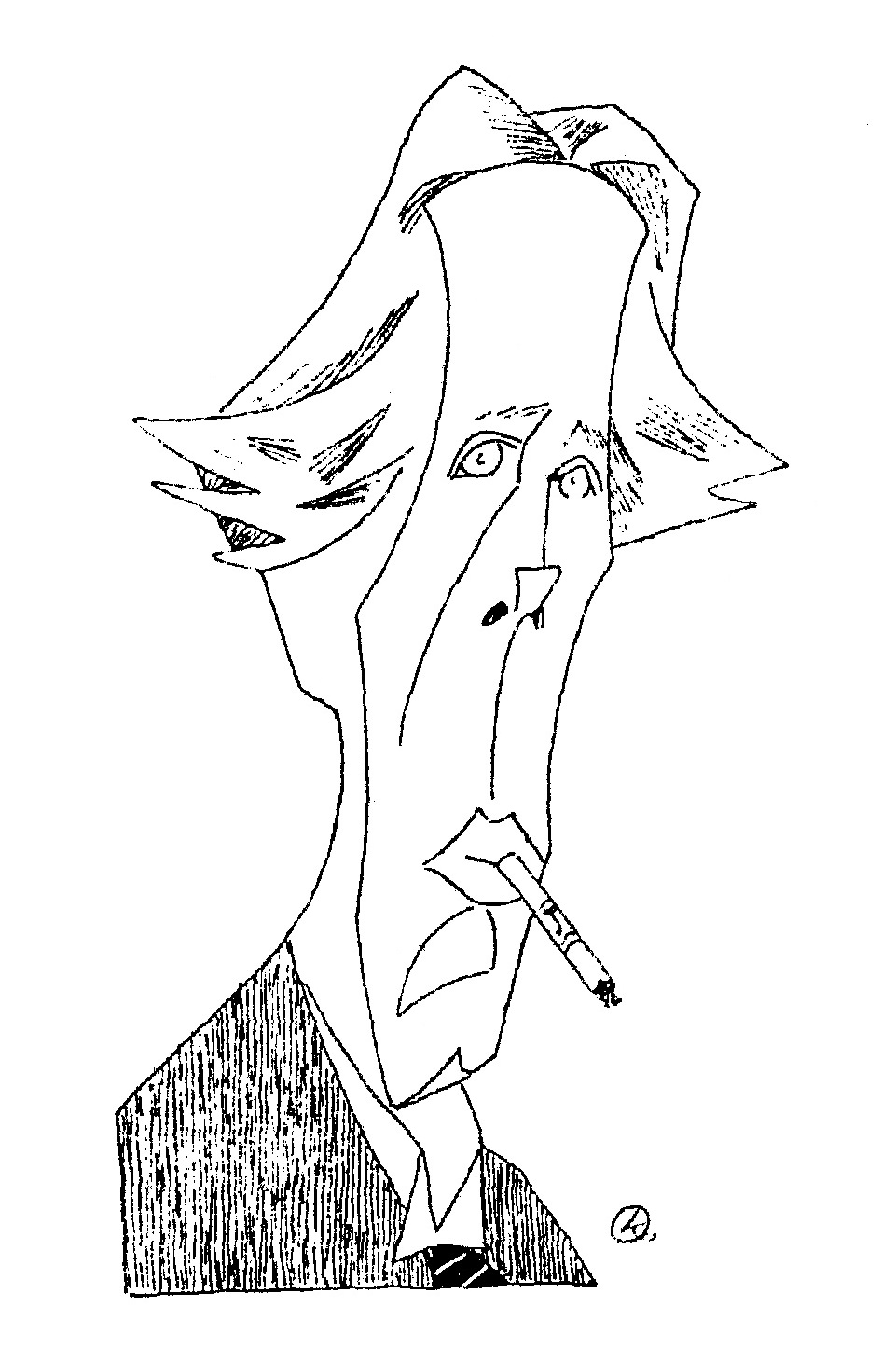
Gori (Karikaturist) (et)
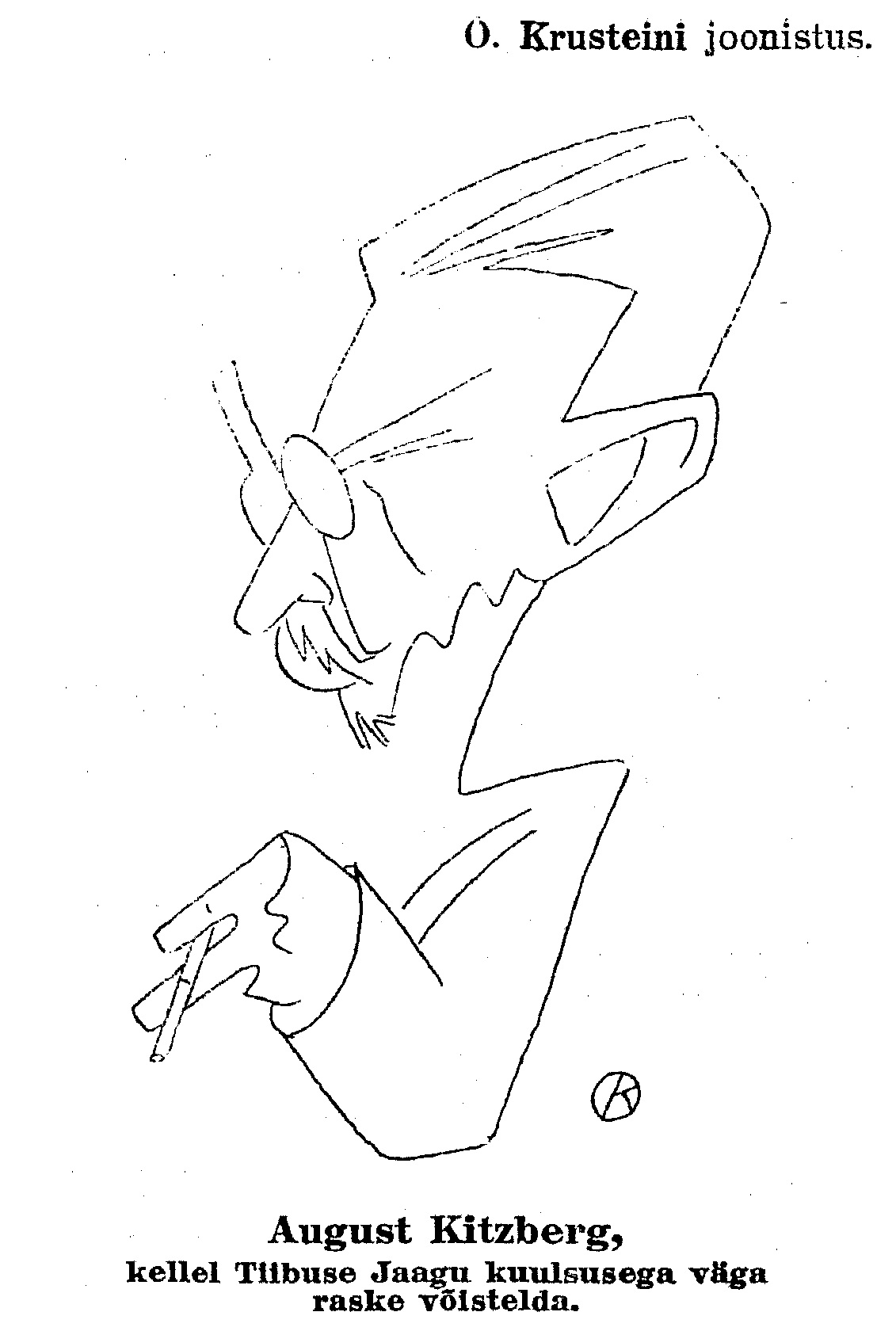
August Kitzberg (en)
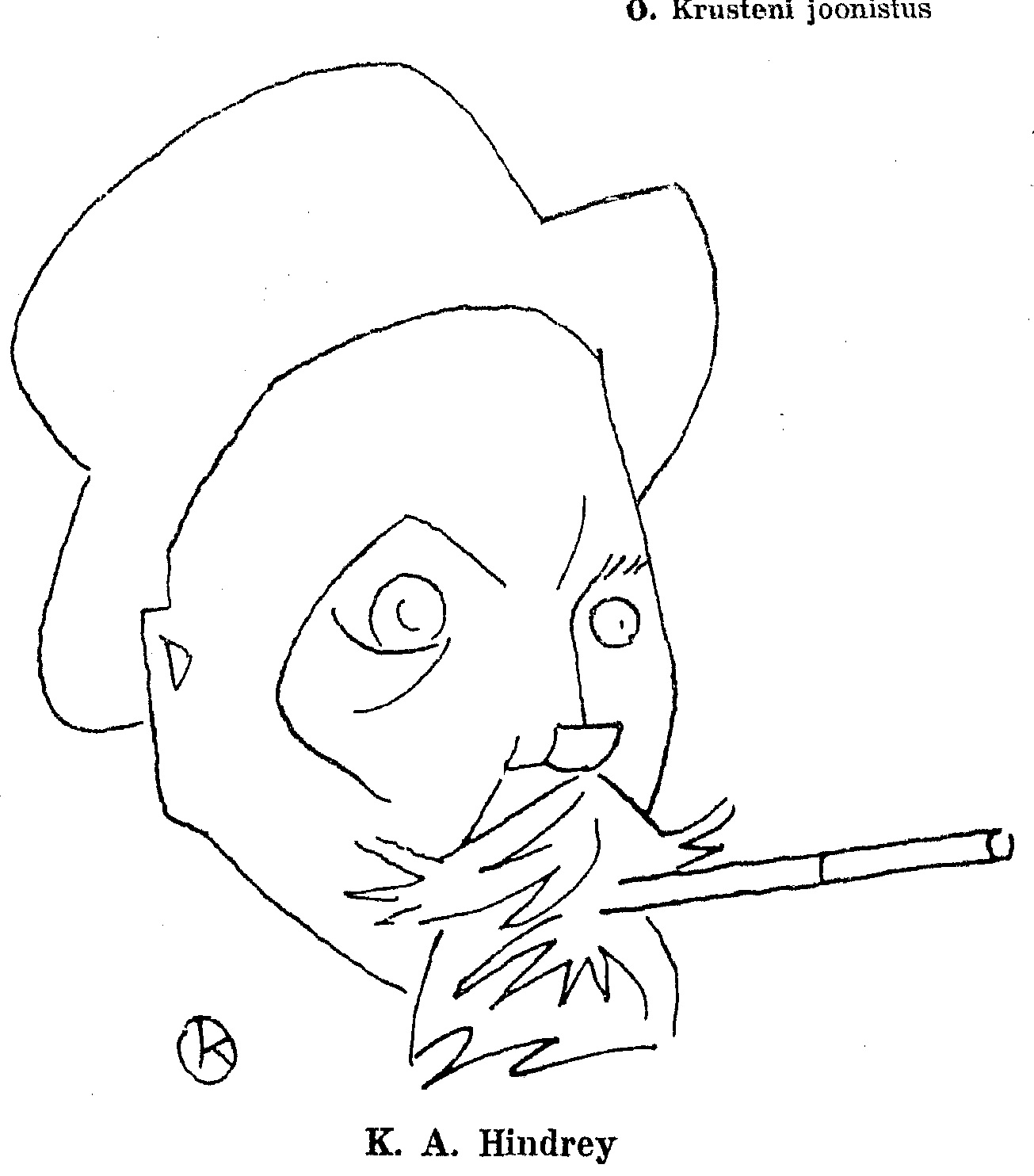
Karl August Hindrey (de)
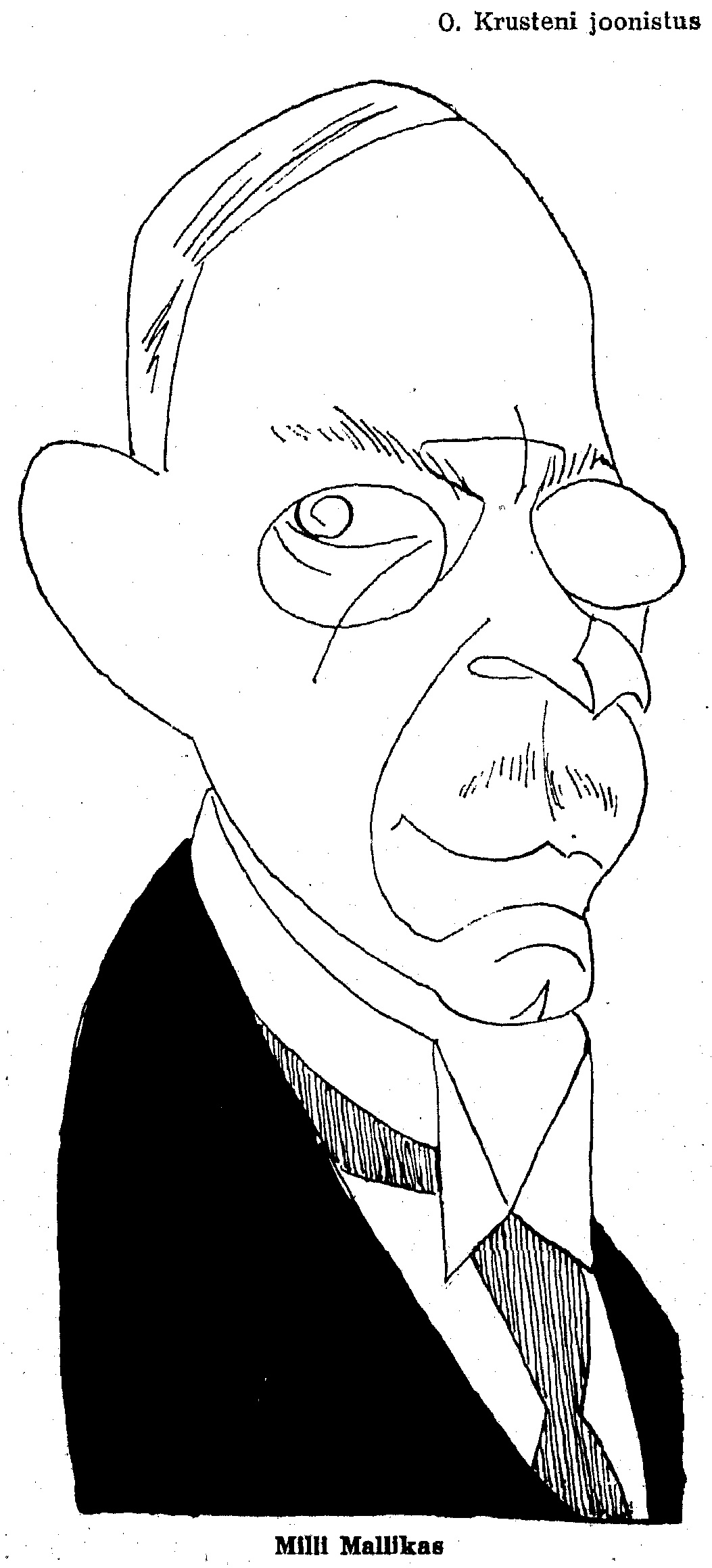
Hugo Raudsepp